# Andorra en el Festival de la Canción de Eurovisión 2007
Andorra llamó a su selección: 'Projecte Eurovisió'. Radio i Televisió d'Andorra (RTVA) confirmó que el representante de Andorra en el Festival de la Canción de Eurovisión 2007 fue la joven banda de punk rock Anonymous con su canción "Salvem el món" (Salvemos al Mundo). Anonymous venció la competencia de más de ochenta candidatos, y fueron elegidos por un jurado de 10 miembros.
Anonymous participaron en la semifinal de Helsinki el 10 de mayo. Actuaron en el lugar 21. A pesar de ser uno de los favoritos, perdió el pase a la final quedando en la posición 12. Esto llevó a los rumores de una retirada de Andorra en 2008.
Esta entrada fue la primera de Andorra en contener inglés
- Datos: Q2385372